# 提姆·佩恩
提姆·佩恩（英語：Tim Payne；1979年4月29日—）是一位蘇格蘭橄欖球運動員。他是蘇格蘭國家橄欖球隊的一員，代表蘇格蘭參加了2014年橄欖球六國賽的比賽。